# Џелистоун!
Џелистоун! (енгл. Jellystone!) америчка је анимирана телевизијска серија, творца К. Х. Гринблата за HBO Max. Серију је продуцирао Warner Bros. Animation и темељи се на разним ликовима Hanna-Barbera-е. Премијера је била 19. јула 2021. године. Српска премијера серије била је 13. децембра 2021. на Cartoon Network-у, синхронизована на српски језик.

## Радња
Серија је поново замишљена верзија легендарног бренда Hanna-Barbera-е, фокусирајући се на модернизовани ансамбл ликова док живе, раде, играју се и уништавају град заједно са њиховим свакодневним животом који се претвара у лудо весеље и сви они имају специфичне улоге у заједници.

## Улоге
| Улога               | Оригинални глас   | Српски глас                                         |
| ------------------- | ----------------- | --------------------------------------------------- |
| Медвед Јоги         | Џеф Бергман       | Марко Марковић                                      |
| Бу Бу               | К. Х. Гринблат    | Вук Гајић                                           |
| Медведица Синди     | Грејс Хелбиг      | Марија Стокић                                       |
| Куца Оги            | Џорџи Кидер       | Ирина Арсенијевић                                   |
| Тата Доги           | К. Х. Гринблат    | Бојан Хлишћ                                         |
| Крпица Шалабајзерић | Рон Фунчес        | Немања Живковић (1. Сезона) Никола Сивч (2. Сезона) |
| Хаклбери            | Џим Конрој        | Виктор Влајић                                       |
| Брбљоајкула         | Никол Терман      | Михаела Стаменковић                                 |
| Мачак Мика          | Томас Ленон       | Милан Тубић                                         |
| Шкрбамаца           | Дејна Снајдер     | Огњен Дрењанин                                      |
| Лале Гатор          | Џеф Бергман       | Томаш Сарић                                         |
| Капетан Пећинко     | Џим Конрој        | Бојан Хлишћ                                         |
| Шазан               | Фајер Ал-Каиси    | Александар Глигорић                                 |
| Магила Горила       | Мол Ф. Томпкинс   | Лако Николић                                        |
| Витез Која          | Дејна Снајдер     | Огњен Дрењанин                                      |
| Вук Вучко           | Бернардо Де Паула | Лако Николић                                        |
| Пајче               | Кејти Гробер      | Јана Пауновић                                       |
| Пера Нил            | К. Х. Гринблат    | Бранислав Јевтић                                    |
| господин Џинкс      | Џеф Бергман       | Марко Марковић                                      |

## Епизоде
| #   | #   | Изворни назив        | Српски назив                             | Редитељ        | Сценариста        | Оригинална премијера | Српска премијера   |
| --- | --- | -------------------- | ---------------------------------------- | -------------- | ----------------- | -------------------- | ------------------ |
| 1.  | 1.  |                      | Јогијев проблем са стомаком              | К. Х. Гринблат | К. Х. Гринблат    | 29. јул 2021.        | 13. децембар 2021. |
| 1.  | 1.  | Gorilla in Our Midst | Горила у нашем крају                     | Карин Ајгл     | Ијан Васелук      | 29. јул 2021.        | 13. децембар 2021. |
| 2.  | 2.  |                      | Бу Буове чизме                           | Арон Остин     | Ијан Матхлер      | 29. јул 2021.        | 14. децембар 2021. |
| 2.  | 2.  |                      | Моја куца, Деки                          | Арон Остин     | К. Х. Гринблат    | 29. јул 2021.        | 14. децембар 2021. |
| 3.  | 3.  |                      | Кокос за памћење                         | Хана Ајуби     | Хана Ајуби        | 29. јул 2021.        | 15. децембар 2021. |
| 3.  | 3.  |                      | Продавница                               | Карин Ајгл     | Карин Ајгл        | 29. јул 2021.        | 15. децембар 2021. |
| 4.  | 4.  |                      | Мора бити желе                           | Хана Ајуби     | Кејтлин Грацијано | 29. јул 2021.        | 16. децембар 2021. |
| 4.  | 4.  |                      | Мачке плешу                              | Карин Ајгл     | Карин Ајгл        | 29. јул 2021.        | 16. децембар 2021. |
| 5.  | 5.  |                      | Познат сам бебо, знаш ме                 | Арон Остин     | Мелоди Ајза       | 29. јул 2021.        | 17. децембар 2021. |
| 5.  | 5.  |                      | Нестао је Ел Кабонгов Кабонг             | Хана Ајуби     | Хана Ајуби        | 29. јул 2021.        | 17. децембар 2021. |
| 6.  | 6.  |                      | Господин Флаби Даби Ваби Џаби            | Арон Остин     | Ијан Васелук      | 29. јул 2021.        | 18. децембар 2021. |
| 6.  | 6.  |                      | Ледени татица                            | Арон Остин     | Ијан Матхлер      | 29. јул 2021.        | 18. децембар 2021. |
| 7.  | 7.  |                      | ДНК је у реду                            | Карин Ајгл     | Мелоди Ајза       | 29. јул 2021.        | 19. децембар 2021. |
| 7.  | 7.  |                      | Лице града                               | Арон Остин     | Арон Остин        | 29. јул 2021.        | 19. децембар 2021. |
| 8.  | 8.  |                      | Катануганска експлозија сира             | Карин Ајгл     | Јотам Перел       | 29. јул 2021.        | 20. децембар 2021. |
| 8.  | 8.  |                      | Гњечење или промашај                     | Хана Ајуби     | Кејтлин Грацијано | 29. јул 2021.        | 20. децембар 2021. |
| 9.  | 9.  |                      | Мораш све да их пољубиш                  | Хана Ајуби     | Бен Грубер        | 29. јул 2021.        | 21. децембар 2021. |
| 9.  | 9.  |                      | Рвачка фрка у Џелистоуну                 | Карин Ајгл     | Арон Остин        | 29. јул 2021.        | 21. децембар 2021. |
| 10. | 10. |                      | Порибљавање                              | Арон Остин     | Ијан Матхлер      | 29. јул 2021.        | 22. децембар 2021. |
| 10. | 10. |                      | Рекламе за град: Добро дошли у Џелистоун | Арон Остин     | Ијан Васелук      | 29. јул 2021.        | 22. децембар 2021. |
| 11. | 11. |                      |                                          | Хана Ајуби     | Бен Грубер        | 21. октобар 2021.    |                    |